# IC 2135
IC 2135 = IC 2136 ist eine Spiralgalaxie vom Hubble-Typ Sc im Sternbild Taube am Südsternhimmel. Sie ist schätzungsweise 51 Millionen Lichtjahre von der Milchstraße entfernt und hat einen Durchmesser von etwa 45.000 Lichtjahren. Gemeinsam mit PGC 17443 und LEDA 3700466 bildet sie ein Galaxientrio.
Das Objekt wurde am 22. Februar 1898 vom US-amerikanischen Astronomen Lewis Swift entdeckt.